# Callomelitta perpicta
Callomelitta perpicta är en biart som beskrevs av Cockerell 1910. Callomelitta perpicta ingår i släktet Callomelitta och familjen korttungebin. Inga underarter finns listade.